# Maratona dles Dolomites

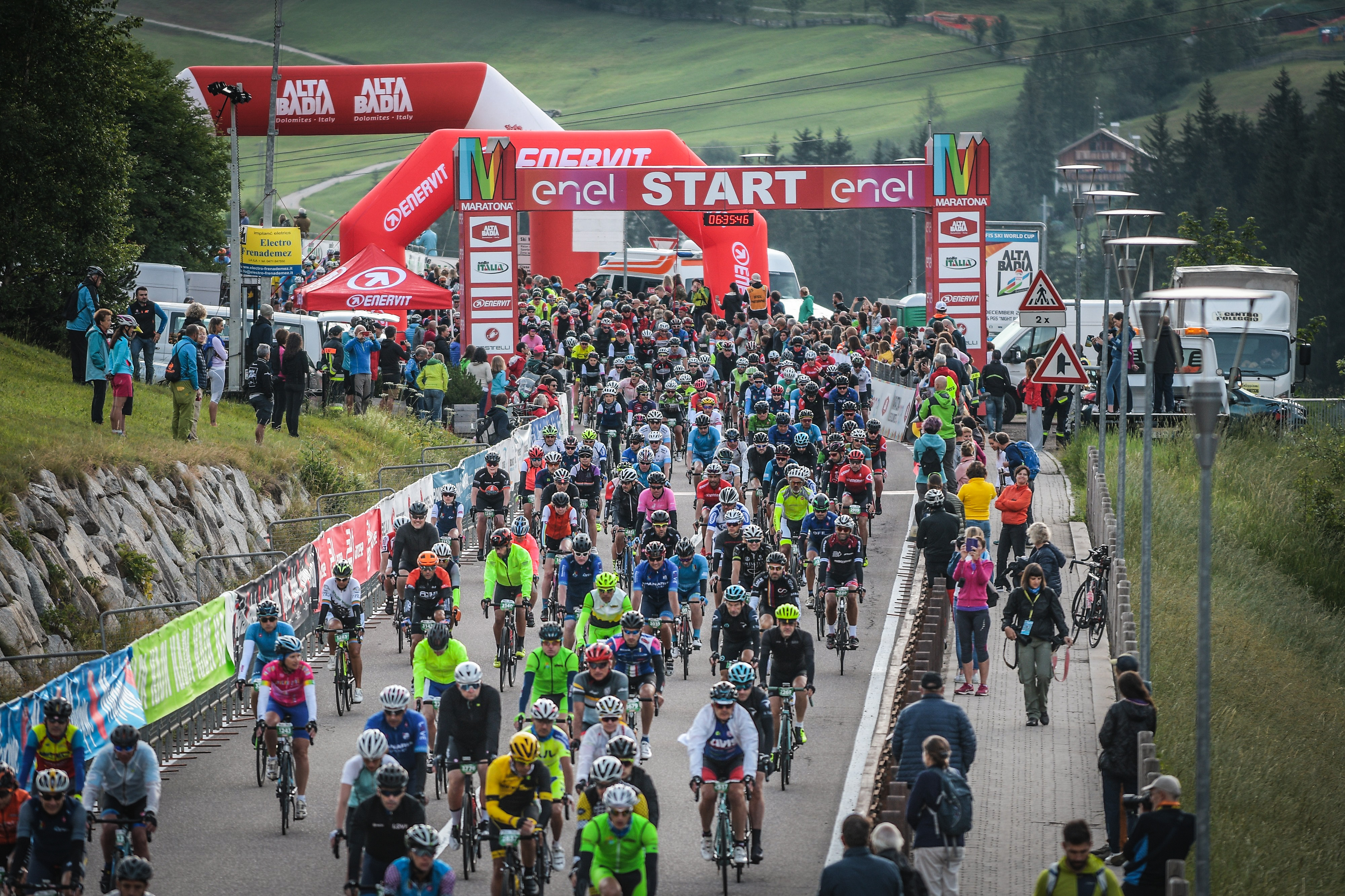
Start der Maratona dles Dolomites

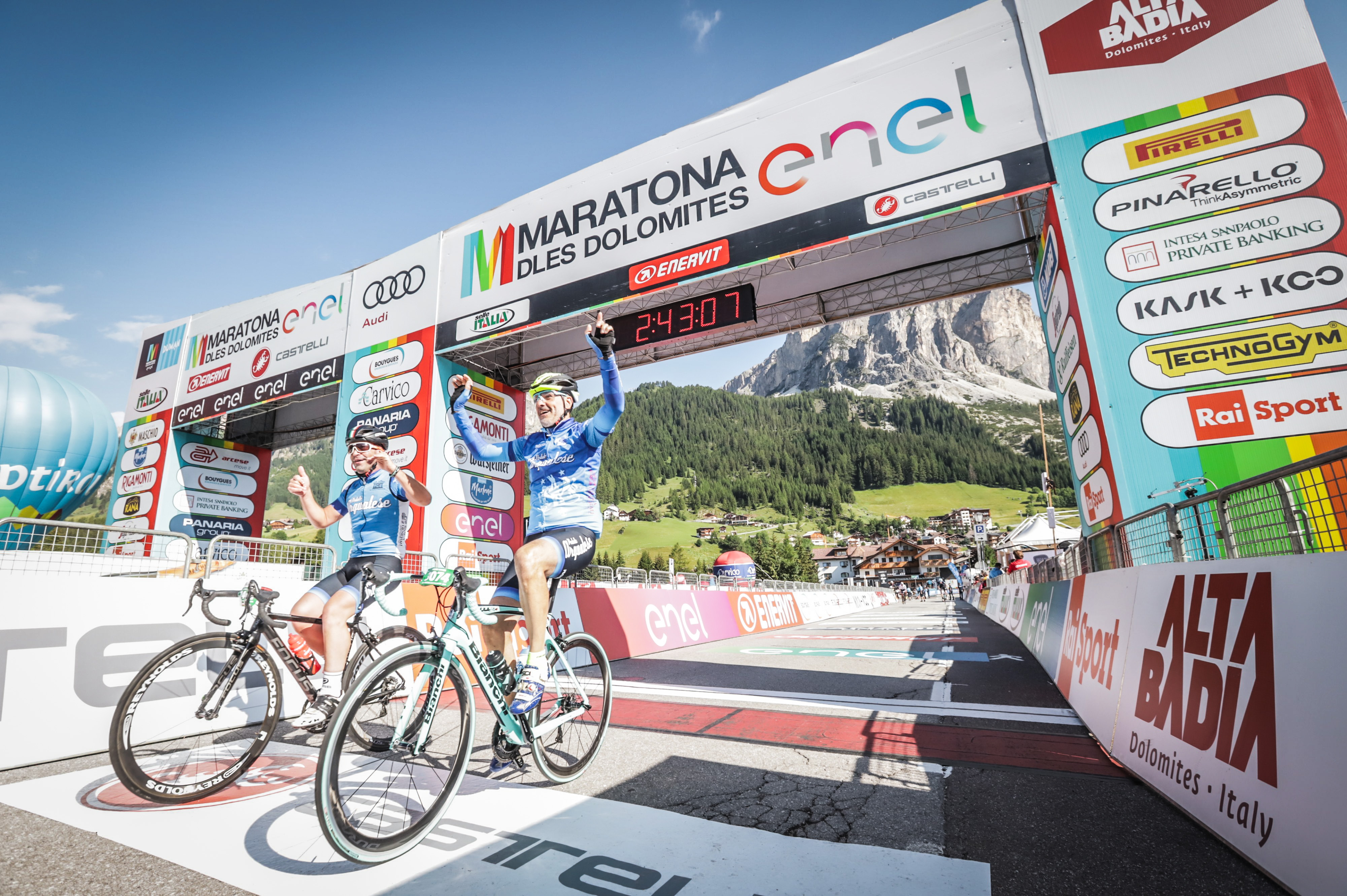
Das Ziel in Corvara

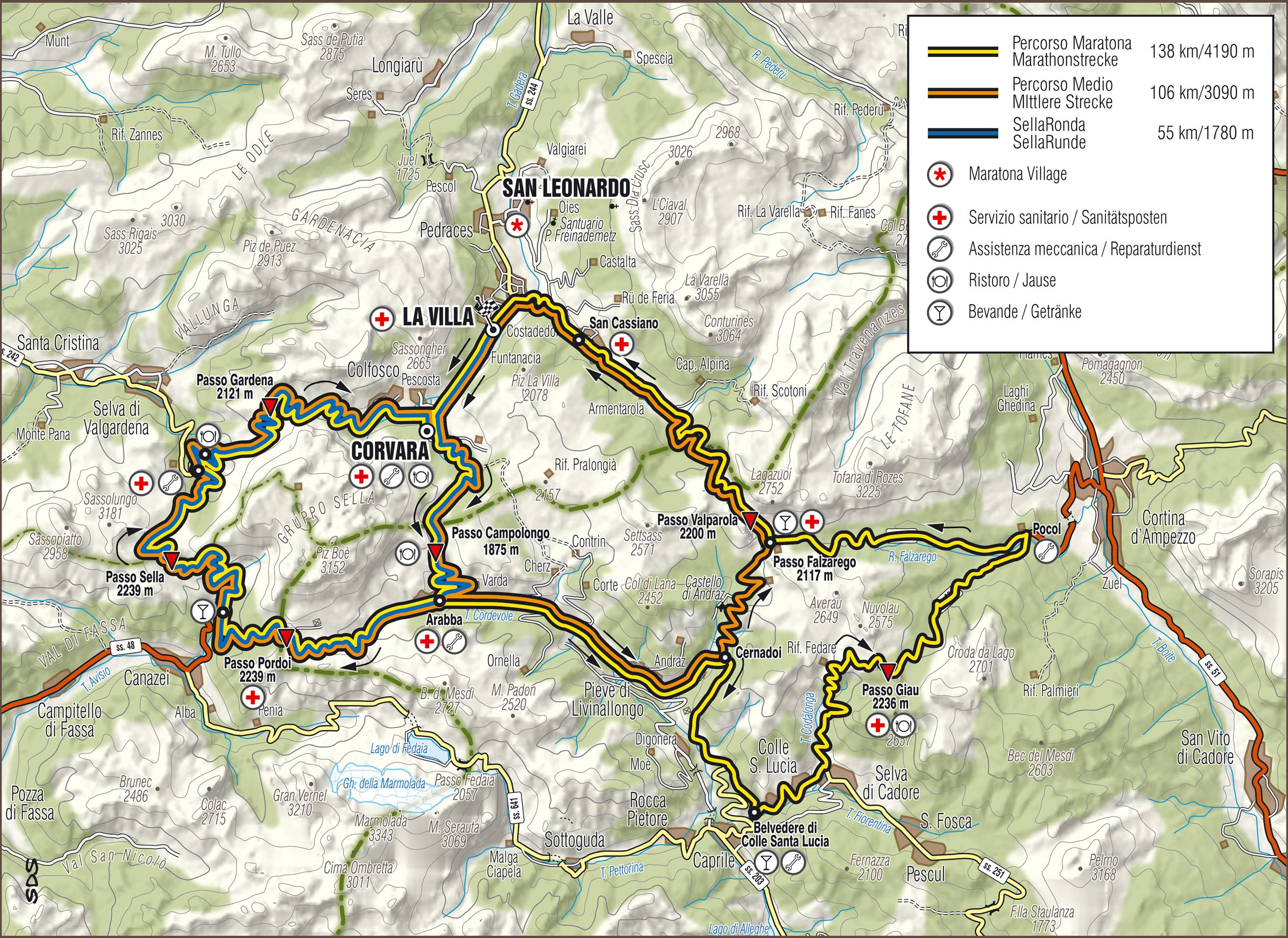
Die drei Strecken

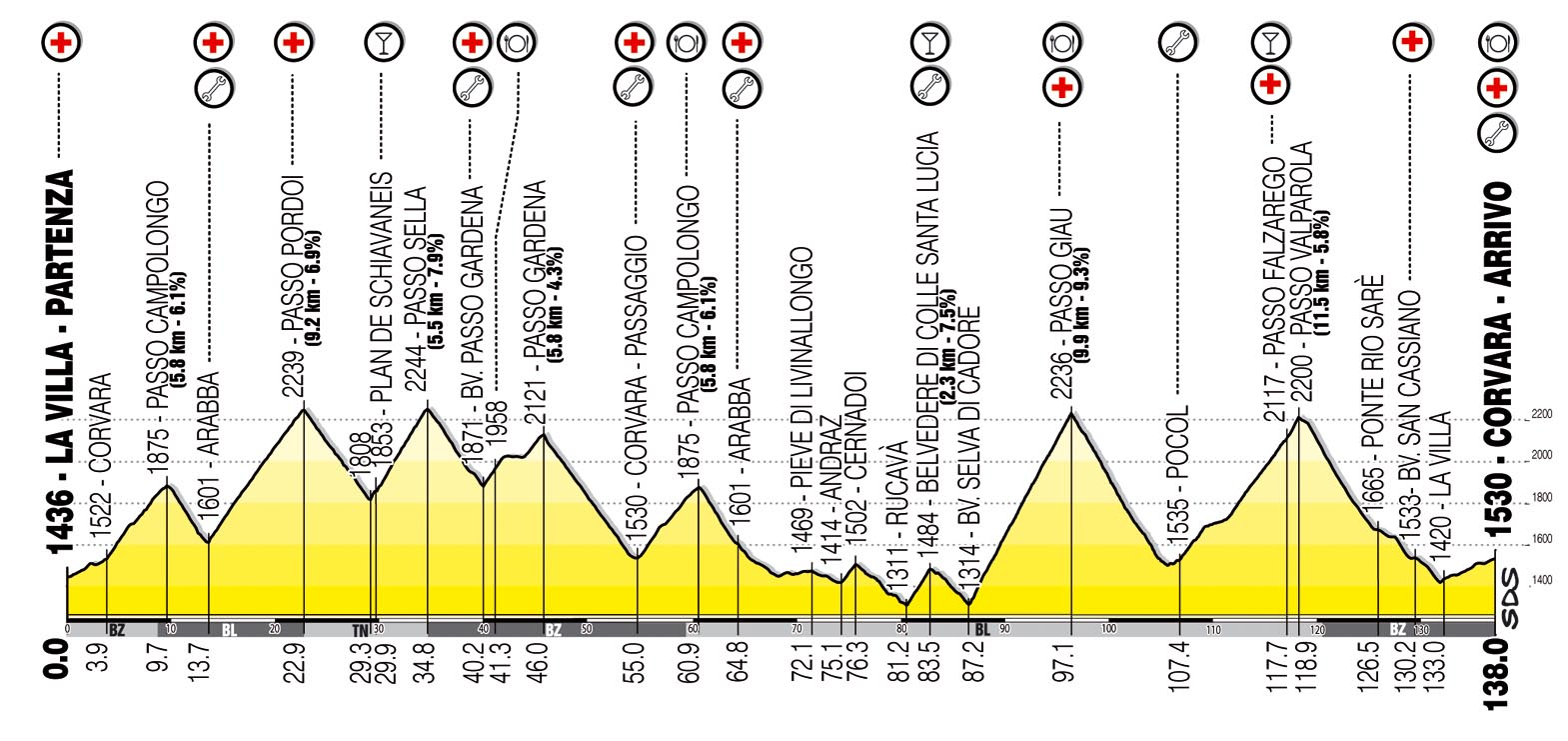
Das Höhenprofil der Marathon-Strecke

Die Maratona dles Dolomites (ladinisch; italienisch Maratona delle Dolomiti; deutsch Dolomitenmarathon) ist ein Straßen-Radmarathon im ladinischen Teil der Dolomiten rund um das Abteital (ita. lad. Alta Badia), der seit 1987 jährlich am ersten Sonntag im Juli vom Comitato Maratona dles Dolomites, dem Organisationskomitee der Maratona dles Dolomites, veranstaltet wird.
Obwohl die heutige Strecke mit offiziell 138 Kilometern angegeben ist, zählt sie aufgrund der zu bewältigenden 4.230 Höhenmeter als Marathon. Die Zahl der Voranmeldungen zum Losverfahren für eine Teilnahme übersteigt die Kapazität der rund 8.000 Startplätze regelmäßig um das Zwei- bis Dreifache. Die Hälfte der Plätze wird an Italiener vergeben, der Rest auf mehr als 70 Nationen verteilt, wobei deutsche Radsportler die größte internationale Teilnehmergruppe stellen.
Neben der Maratona selbst findet ein umfangreiches mehrtägiges Rahmenprogramm statt, in dem alljährlich auch ein wohltätiges Projekt vorgestellt wird, dem ein Teil der Startgebühren zugutekommt.

## Strecke
Die gesamte Veranstaltung ist in drei verschieden lange und schwere Strecken aufgeteilt. Noch unterwegs kann sich jeder Teilnehmer entscheiden, welche der Strecken er fahren möchte:
| Sellaronda Strecke: | 55 Kilometer;  | 4 Pässe mit 1780 Höhenmetern |
| Mittlere Strecke:   | 106 Kilometer; | 7 Pässe mit 3130 Höhenmetern |
| Maratona Strecke:   | 138 Kilometer; | 8 Pässe mit 4230 Höhenmetern |

Die Hauptstrecke der Maratona dles Dolomites führt über insgesamt 8 Dolomiten-Pässe. Der Start findet seit 2001 um 6:30 Uhr in La Villa statt. Über Corvara, dem späteren Ziel, geht es mit dem Campolongopass auf die berühmte Sellaronda, bestehend aus dem Pordoijoch, Sellajoch und dem Grödner Joch.
Jedem Teilnehmer steht es frei, die Maratona danach zu beenden. Nach spätestens 4 Stunden muss jedoch der Zielbereich in Corvara durchfahren werden, ansonsten untersagt der Veranstalter eine Weiterfahrt.
Für alle anderen geht es ein zweites Mal über den Campolongopass nach Arabba und anschließend in Richtung Cernadoi. Dort fällt eine weitere freiwillige oder durch das Zeitlimit vorgegebene Entscheidung für die kürzere Strecke über den Passo di Falzarego (Südwestauffahrt) oder die längere Variante über den Passo di Giau und folgend den Passo di Falzarego von Osten.
Beide Strecken vereinigen sich auf der Passhöhe und führen mit dem Passo Valparola über den letzten Pass und zurück nach Corvara ins Ziel.
Die Teilnehmer starten in vier Gruppen. In der ersten Gruppe, in der neben einigen Ehrengästen überwiegend italienische Halbprofis zu finden sind, wird üblicherweise das eigentliche Rennen ausgetragen. Der italienische Fernsehsender Rai Tre überträgt die Veranstaltung bis zur Siegerehrung gegen 12 Uhr.
Seit 2006 wird die gesamte Strecke während der Maratona dles Dolomites etwa 8 Stunden für den Autoverkehr gesperrt, darüber hinaus gibt es den ganzen Tag über starke Einschränkungen für den motorisierten Verkehr.

## Geschichte
Die erste Maratona dles Dolomites fand 1987 statt, an ihm nahmen 166 Radfahrer aus Italien, Österreich und Deutschland teil. Eduard Tavella und Moritz Craffonara wollten anlässlich des 10-jährigen Bestehens ihres Radsportvereins Alta Badia-Raiffeisen ein besonderes Radrenntreffen organisieren. Die damalige Strecke führte von Pedraces (heute: Badia) über 175 Kilometer durch die Dolomiten. Dabei waren die Fahrer mehr oder weniger auf sich allein gestellt, und es kam durchaus vor, dass der eine oder andere bei schlechtem Wetter einfach in einem der Dörfer an der Strecke übernachtete.

In den ersten beiden Jahren hatten die Veranstalter mit finanziellen Schwierigkeiten zu kämpfen. Doch die Teilnehmerzahlen stiegen und erreichten 1990 bereits knapp 1.000 Radsportler aus 12 Nationen. Ab Mitte der 1990er Jahre wurden zwischen 6.000 und 6.500 Personen zu der Veranstaltung zugelassen, die Logistik professionalisiert sowie die Organisation der Strecken, die Einschreibung und die Verpflegung in die Hände des Komitees gelegt. Zusätzlich halfen bei den Veranstaltungen über 1000 Freiwillige (1300 im Jahr 2013).

2003 wurde die Zahl der Teilnehmer auf 8.000 bis 8.500 Radsportler angehoben, ab 2007 auf 9.000 zu verlosende Plätze plus zusätzlichen VIP-, Wohltätigkeits- und Pauschal-Tickets, die gegen Aufpreis erworben werden können.
Seit 2001 besteht die Streckenführung in der beschriebenen Form, und La Villa etablierte sich anstelle von Pedraces als Startort. Zuvor wurde die Strecke mehrfach verändert: In den 1990er Jahren gab es vier verschiedene Streckenlängen, von denen die Marathonstrecke 194 Kilometer betrug und unter anderem zusätzlich über den Passo Fedaia und Forcella Staulanza führte.

Seit 2011 ist die Maratona Bestandteil der im September 2010 gegründeten „Five Star League“, dem Zusammenschluss der fünf bedeutendsten Amateur-Langstreckenrennen Italiens (Granfondo): Maratona delle Dolomiti, Granfondo Sportful, Granfondo Pinarello, Granfondo Felice Gimondi und Granfondo Nove Colli. Die insgesamt über 40.000 Teilnehmer verpflichten sich damit, sportethischen, gesundheitlichen und ökologischen Anforderungen gerecht zu werden. zusätzlich trägt die Maratona den Namen ihres Hauptsponsors ENEL im Titel.

2016 hat Manuel Bottazzo anlässlich der 30. Auflage ein neues Logo für die Veranstaltung entworfen. Außerdem war Corvara Zielort der 14. Etappe des Giro d’Italia 2016, der ab Kilometer 85 (ab Arraba) der originalen Maratona-Strecke folgt.

## Wohltätigkeitsprojekte
Im Jahre 2002 wurde der Dolomitenmarathon erstmals unter ein Motto gestellt, das visuell auch auf dem Teilnehmer-Trikot umgesetzt ist. Ab 2005 wird das jeweilige Motto mit einem wohltätigen Projekt verknüpft. Seitdem liegt dem Starterpaket, das von den Sponsoren an die Radsportler ausgegeben wird, ein gemaltes Bild bei, das von einem der Kinder aus jenem Projekt stammt, dem ein Teil der Startgebühren als Spende zugutekommt. 2006 gab es daneben auch ein tibetanisches Freundschaftsbändchen, das zum Zeichen der Solidarität während des Marathons getragen werden sollte.
Den Veranstaltern, allen voran Präsident Michil Costa, der dem Organisationskomitee vorsteht, ist es wichtig, Zeichen zu setzen und über den Marathon hinaus die Verbundenheit und Verantwortung für Natur, Kinder und Gesellschaft zu fördern.

### Projekte der vergangenen Jahre
| Jahr | Motto         | Wohltätigkeitsprojekt |
| ---- | ------------- | --- |
| 2024 | Mutatio       | Projekt für die Ausbildung von Lehrern für eine hochwertige Bildung in Uganda Stiftung C'é Da Fare ETS: Projekt für Jugendliche in psychologischen und psychiatrischen Schwierigkeiten Ausbildung afrikanischer Chirurgen und Intensivpflege im Nkhoma Hospital in Malawi                                                                       |
| 2023 | Umanité       | Ausbildungs- und Erholungsprojekt für Kinder und Jugendliche in vier Ecken der Welt Stiftung Dynamo Camp Onlus: Projekt für Kletter- und Abenteuerpfade für Kinder mit schweren oder chronischen Krankheiten. Südtiroler Sporthilfe |
| 2022 | Flora         | Projekt für Sanierung und Bohrung von Brunnen in Nord-Uganda Fondazione Renato Piatti: Wassertherapieprojekt für Kinder mir Behinderungen Humanitäre Projekt in der Ukraine Südtiroler Sporthilfe |
| 2021 | Kunst         | Projekt im Rahmen der Aktivitäten zum künstlerischen Wachstum und Ausdruck für die durch den Krieg in Afghanistan verwaiste Kinder Wiederaufbau des Natur- und Kunstpfades ArteNatura und des Gartens der Villa Strobele Verein Alex Zanardi BIMBINGAMBA Südtiroler Sporthilfe                                                                  |
| 2019 | Morgen        | Spendenaktion zugunsten der Gemeinden Colle Santa Lucia und Livinallongo für die Wiederaufforstung nach einem Unwetter im Jahr 2018 Projekt zur Honigerzeugung in der Region Karamoja (Vereinigung „Insieme si può“) Healthy Seas, Joint Venture von NGO zur Säuberung der Meere von Müll Verein Alex Zanardi BIMBINGAMBA Südtiroler Sporthilfe |
| 2018 | Gleichgewicht | Projekt in Uganda zur Einrichtung von Schülerschlafräumen der Kangole Boys Primary School (Vereinigung „Insieme si può“) Costa Family Foundation Onlus bei der Einrichtung eines neuen Familienhauses in Jhamtse Gatsal im Gebiet Tawang – Arunachal Pradesh in Indien Verein Alex Zanardi BIMBINGAMBA Südtiroler Sporthilfe                    |
| 2017 | Liebe         | Umweltprojekt in Uganda und zur Rettung der Menschen in den prekären Gebieten Nordugandas (Vereinigung „Insieme si può“) Verein Alex Zanardi BIMBINGAMBA Südtiroler Sporthilfe |
| 2016 | Reise         | Projekt in Uganda zur Integration behinderter Kinder und Jugendlicher (Vereinigung „Insieme si può“) Verein Alex Zanardi BIMBINGAMBA Südtiroler Sporthilfe |
| 2015 | Vergebung     | Projekt in Uganda zur Verbesserung des Zugangs zu (Schul)bildung (Vereinigung „Insieme si può“) Verein Alex Zanardi BIMBINGAMBA Südtiroler Sporthilfe |
| 2014 | Zeit          | Projekt in Uganda zur Verbesserung im wassersanitären Bereich (Vereinigung „Insieme si può“) Verein Alex Zanardi BIMBINGAMBA, der Implantate für Kinder mit amputierten Gliedmaßen produziert Südtiroler Sporthilfe |
| 2013 | Harmonie      | Projekt in Uganda zu Verbesserung der Lebensqualität von Menschen mit Behinderungen (Vereinigung „Insieme si può“) Südtiroler Sporthilfe |
| 2012 | Lächeln       | zwei Projekte in Togo und Uganda zum Aufbau von Schulen und Bildungseinrichtungen (Vereinigung „Insieme si può“) Südtiroler Sporthilfe |
| 2011 | 25            | Insgesamt werden 25 Projekte unterstützt und durch die Vereinigung „Insieme si può“, die Südtiroler Sporthilfe, den Südtiroler Bäuerlichen Notstandfond, die Vereinigung „La Strada-Der Weg“ und die Südtiroler Krebshilfe umgesetzt |
| 2010 | Öko? Logisch! | Projekt „Acqua Pulita“ in Uganda der Vereinigung „Insieme si può“ aus Belluno Sporthilfe Bozen zur finanziellen Unterstützung talentierter Sportler |
| 2009 | Energie       | Projekt zum Aufbau eines Fürsorgeraums und zur Ausstattung einer Schule in Burkina Faso mit Sonnenkollektoren (Missionsgruppe Meran) Verband Sporthilfe zur finanziellen Unterstützung talentierter Sportler |
| 2008 | Spuren        | Projekt für die Wiederaufforstung einiger Hektar Gebirgslandschaft in der Sierra Ecuadors (Anden) (Missionsgruppe Meran) |
| 2007 | Tropfen       | Bau von Wasserbrunnen in Afrika (Missionsgruppe Meran) |
| 2006 | Farben        | Tibetan Children’s Village (Internatsschulen für Flüchtlingskinder) in Tibet |
| 2005 | Engel         | Unterstützung von Peter Pan – Vereinigung für krebskranke Kinder – Südtirol (ONLUS) |
| 2004 | Familie       | |
| 2003 | Behinderte    | |
| 2002 | Frauen        | |

## Rennwertungen
| Jahr | km                                          | Teilnehmer | Kategorie | Sieger                                   | NAT. | Zeit    |
| ---- | ------------------------------------------- | ---------- | --------- | ---------------------------------------- | ---- | ------- |
| 2024 | 138                                         | 8437       | M         | Orlando Giuseppe                         | ITA  | 4:30    |
|      |                                             |            | F         | Simec Laura                              | SLO  | 5:30    |
| 2023 | 138                                         | 8079       | M         | Ruffaut Loic                             | FRA  | 4:29    |
|      |                                             |            | F         | Arnaudo Samantha                         | ITA  | 5:05    |
| 2022 | 138                                         | 8036       | M         | Stagni Stefano                           | ITA  | 4:27    |
|      |                                             |            | F         | Maltha Martha                            | NED  | 5:12    |
| 2021 | 138                                         | 5818       | M         | Cini Fabio                               | ITA  | 4:31    |
|      |                                             |            | F         | Maltha Martha                            | NED  | 5:17    |
| 2020 | Veranstaltung wegen Covid-19 Virus abgesagt |            |           |                                          |      |         |
| 2019 | 138                                         | 9192       | M         | Elettrico Tommaso                        | ITA  | 4:36    |
|      |                                             |            | F         | Rausch Christina                         | GER  | 5:22    |
| 2018 | 138                                         | 9382       | M         | Elettrico Tommaso                        | ITA  | 4:38    |
|      |                                             |            | F         | Rausch Christina                         | GER  | 5:19    |
| 2017 | 138                                         | 9305       | M         | Elettrico Tommaso                        | ITA  | 4:37    |
|      |                                             |            | F         | Magnaldi Erica                           | ITA  | 5:16    |
| 2016 | 138                                         | 9302       | M         | Nardecchia Cristian                      | ITA  | 4:40:29 |
|      |                                             |            | F         | Lancioni Barbara                         | ITA  | 5:14    |
| 2015 | 138                                         | 9302       | M         | Salimbene Luigi                          | ITA  | 4:44    |
| 2014 | 138                                         | 8969       | M         | Cecchini Stefano                         | ITA  | 4:44:15 |
| 2013 | 138                                         | 9143       | M         | Snel Michel                              | NLD  | 4:43:29 |
| 2012 | 138                                         | 8705       | M         | Burrow Jamie                             | GBR  | 4:38:24 |
| 2011 | 138                                         | 9121       | M         | Sorrenti Mazzocchi Giuseppe              | ITA  | 4:33:55 |
| 2010 | 138                                         | 9066       | M         | Kairelis Dainius                         | LTU  | 4:35:52 |
| 2009 | 138                                         | 9171       | M         | Burrow Jamie                             | GBR  | 4:37:56 |
| 2008 | 138                                         | 9409       | M         | Negrini Emanuele                         | ITA  | 4:29:05 |
| 2007 | 138                                         | 8993       | M         | Jones Timothy                            | RSA  | 4:32:28 |
| 2006 | 138                                         | 8864       | M         | Negrini Emanuele                         | ITA  | 4:23:31 |
| 2005 | 147                                         | 8820       | M         | Negrini Emanuele                         | ITA  | 4:28:52 |
| 2004 | 147                                         | 8338       | M         | Negrini Emanuele                         | ITA  | 4:31:38 |
| 2003 | 147                                         | 8119       | M         | Negrini Emanuele                         | ITA  | 4:38:04 |
| 2002 | 147                                         | 7565       | M         | Bachini Maurizio                         | ITA  | 4:32:57 |
| 2001 | 147                                         | 7000       | M         | Puglioli Mirko                           | ITA  | 4:38:55 |
| 2000 | 147                                         | 7058       | M         | Bruseghin Marzio                         | ITA  | 4:38:29 |
| 1999 | 174                                         | 6394       | M         | Moretti Roberto                          | ITA  | 5:28:02 |
| 1998 | 174                                         | 6097       | M         | Paganessi Alessandro                     | ITA  | 5:43    |
| 1997 | 185                                         | 5808       | M         | Paganessi Alessandro                     | ITA  | 6:02    |
| 1996 | 185                                         | 6463       |           | Bertozzi Daniele                         | ITA  | 6:22    |
| 1995 | 185                                         | 6674       | M         | Bertozzi Daniele                         | ITA  | 6:10    |
| 1994 | 185                                         | 5031       | M         | Anderlini Giuliano                       | ITA  | 6:25    |
| 1993 | 185                                         | 3095       | M         | Anderlini Giuliano                       | ITA  | 6:51    |
| 1992 | 194                                         | 2583       | M         | Esser Peter                              | GER  | 6:14    |
| 1991 | 184                                         | 1292       | M         | Fiscato Pasquale                         | ITA  | 7:02    |
| 1990 | 184                                         | 951        | M         | Anderlini Giuliano                       | ITA  | 7:19    |
| 1989 | 184                                         | 541        |           | (Rennabbruch wegen schlechter Witterung) |      |         |
| 1988 | 184                                         | 440        |           | (Keine Zeitabnahme)                      |      |         |
| 1987 | 175                                         | 166        | M         | Steinmair Wolfgang                       | AUT  | 10:15   |

## Persönlichkeiten
Die aus dem Gadertal stammende Maria Canins ist eine der erfolgreichsten Radsportlerinnen Italiens. Unter anderem gewann sie zweimal die Tour de France der Frauen und war mehrfache italienische Meisterin im Straßenrennen und Zeitfahren. Sie engagiert sich persönlich für die Maratona, bietet alljährlich geführte Touren an und ist auf vielfältigen Rahmenveranstaltungen zu finden.

Der Italiener Emanuele Negrini wurde nach seinem vierten Sieg des Maratona dles Dolomites in Folge im Jahr 2006 vom Fernsehsender Rai Tre als „König der Dolomiten“ bezeichnet. 2008 gewann er den Marathon zum fünften Mal und ist damit der erfolgreichste Starter der Rennwertung.

## Bedeutung für die Region
Der Dolomitenmarathon ist ein wesentlicher Bestandteil der Bemühungen des Tourismusverbandes Alta Badia, die beliebte Region Dolomiti Superski auch im Sommer für den Radsport zu vermarkten. Seit 2003 werden 1.500 Übernachtungsgäste über spezielle Marathon-Pauschalangebote des Anbieters Holimites untergebracht. Die Zahl der Übernachtungen im Rahmen der Veranstaltung ist seit Jahren steigend und erreichen laut Angaben des Komitees rund 60 % der Gesamtkapazität der Region Alta Badia, deren Hauptsaison als Skigebiet im Winter liegt.
Viele Freiwillige, Schulen und Vereine der Regionen Alta Badia, Val di Fassa und Gröden schmücken am Veranstaltungstag Häuser entlang der Strecke, stellen Trachtengruppen, Musikkapellen und vieles mehr und bemühen sich um die Teilnehmer. Mit einem Bergzeitfahren von Arabba auf den Pordoipass startet das Komitee eine Woche vor dem eigentlichen Marathon eine Radfahrer-Woche mit von Maria Canins geführten Pass-Touren, Vorträgen und Informationen über die Region. Seit 2006 wird an einem Wochenende der Sellaronda Bike Day veranstaltet, bei dem die Sellaronda für den motorisierten Verkehr gesperrt wird. Darüber hinaus gibt es verschiedene Mountainbike-Veranstaltungen.